# 东小白旗乡
东小白旗乡，是中华人民共和国河北省承德市承德县下辖的一个乡镇级行政单位。

## 行政区划
东小白旗乡下辖以下地区：
东小白旗村、槽碾沟村、顺道地村、塘头沟村、八道沟村、榆树底村和乱水河村。